# Campionat del Món de Trial 2015
|  | Per al campionat del món en pista coberta d'aquell any, vegeu Campionat del Món de X-Trial 2015 |

La temporada de 2015 del Campionat del Món de trial fou la 41a edició d'aquest campionat, organitzat per la FIM. El calendari oficial constava de 18 proves puntuables, celebrades entre el 25 d'abril i el 13 de setembre.
Toni Bou va guanyar el novè dels seus 18 campionats mundials a l'aire lliure (a data de 2024). Aquella temporada es va repetir el mateix resultat que el 2013 pel que fa als cinc primers classificats: Toni Bou, campió, Adam Raga, subcampió i Jeroni Fajardo, Albert Cabestany i Takahisa Fujinami situats del tercer al cinquè lloc per aquest ordre. El sisè va ser el prometedor basc de 17 anys Jaime Busto, en la seva primera temporada al mundial com a company d'equip de Bou i Fujinami a Montesa.
Una vegada més, totes les proves puntuables les van guanyar catalans: Toni Bou, tretze i Adam Raga les altres cinc.

## Novetats
Aquell any va debutar al mundial una nova motocicleta catalana, Vertigo, que havia estat desenvolupada per Dougie Lampkin (el 2014 hi havia guanyat els Sis Dies d'Escòcia). De cara al mundial de 2015, la marca de Palau-solità i Plegamans va fitxar James Dabill, procedent de Beta i l'anglès hi acabà en vuitena posició final.

## Sistema de puntuació
Barem de puntuació a partir de 1984:
| Posició | 1  | 2  | 3  | 4  | 5  | 6  | 7 | 8 | 9 | 10 | 11 | 12 | 13 | 14 | 15 |
| Punts   | 20 | 17 | 15 | 13 | 11 | 10 | 9 | 8 | 7 | 6  | 5  | 4  | 3  | 2  | 1  |

## Calendari
| Ronda | Data           | Gran Premi    | Lloc                | Guanyador |
| ----- | -------------- | ------------- | ------------------- | --------- |
| 1     | 25 d'abril     | Japó          | Twin Ring Motegi    | Toni Bou  |
| 2     | 26 d'abril     | Japó          | Twin Ring Motegi    | Toni Bou  |
| 3     | 30 de maig     | Txèquia       | Sokolov             | Toni Bou  |
| 4     | 31 de maig     | Txèquia       | Sokolov             | Toni Bou  |
| 5     | 6 de juny      | Suècia        | Borås               | Toni Bou  |
| 6     | 7 de juny      | Suècia        | Borås               | Toni Bou  |
| 7     | 13 de juny     | Gran Bretanya | Nord Vue            | Toni Bou  |
| 8     | 14 de juny     | Gran Bretanya | Nord Vue            | Toni Bou  |
| 9     | 27 de juny     | França        | Andon               | Adam Raga |
| 10    | 28 de juny     | França        | Andon               | Adam Raga |
| 11    | 4 de juliol    | Andorra       | Sant Julià de Lòria | Adam Raga |
| 12    | 5 de juliol    | Andorra       | Sant Julià de Lòria | Toni Bou  |
| 13    | 25 de juliol   | Estats Units  | Stepping Stone      | Toni Bou  |
| 14    | 26 de juliol   | Estats Units  | Stepping Stone      | Toni Bou  |
| 15    | 5 de setembre  | Portugal      | Paços de Ferreira   | Toni Bou  |
| 16    | 6 de setembre  | Portugal      | Paços de Ferreira   | Toni Bou  |
| 17    | 12 de setembre | Espanya       | Teo                 | Adam Raga |
| 18    | 13 de setembre | Espanya       | Teo                 | Adam Raga |

## Classificació final
| Posició | Pilot             | Motocicleta | Punts |
| ------- | ----------------- | ----------- | ----- |
| 1       | Toni Bou          | Montesa     | 345   |
| 2       | Adam Raga         | Gas Gas     | 311   |
| 3       | Jeroni Fajardo    | Beta        | 246   |
| 4       | Albert Cabestany  | Sherco      | 233   |
| 5       | Takahisa Fujinami | Montesa     | 196   |
| 6       | Jaime Busto       | Montesa     | 182   |
| 7       | Alexandre Ferrer  | Sherco      | 142   |
| 8       | James Dabill      | Vertigo     | 134   |
| 9       | Jorge Casales     | Beta        | 112   |
| 10      | Eddie Karlsson    | Montesa     | 95    |
| 11      | Franz Kadlec      | Beta        | 90    |
| 12      | Pol Tarrés        | Sherco      | 55    |
| 13      | Jack Sheppard     | Jotagas     | 53    |
| 14      | Francesc Moret    | Vertigo     | 33    |

## Galeria

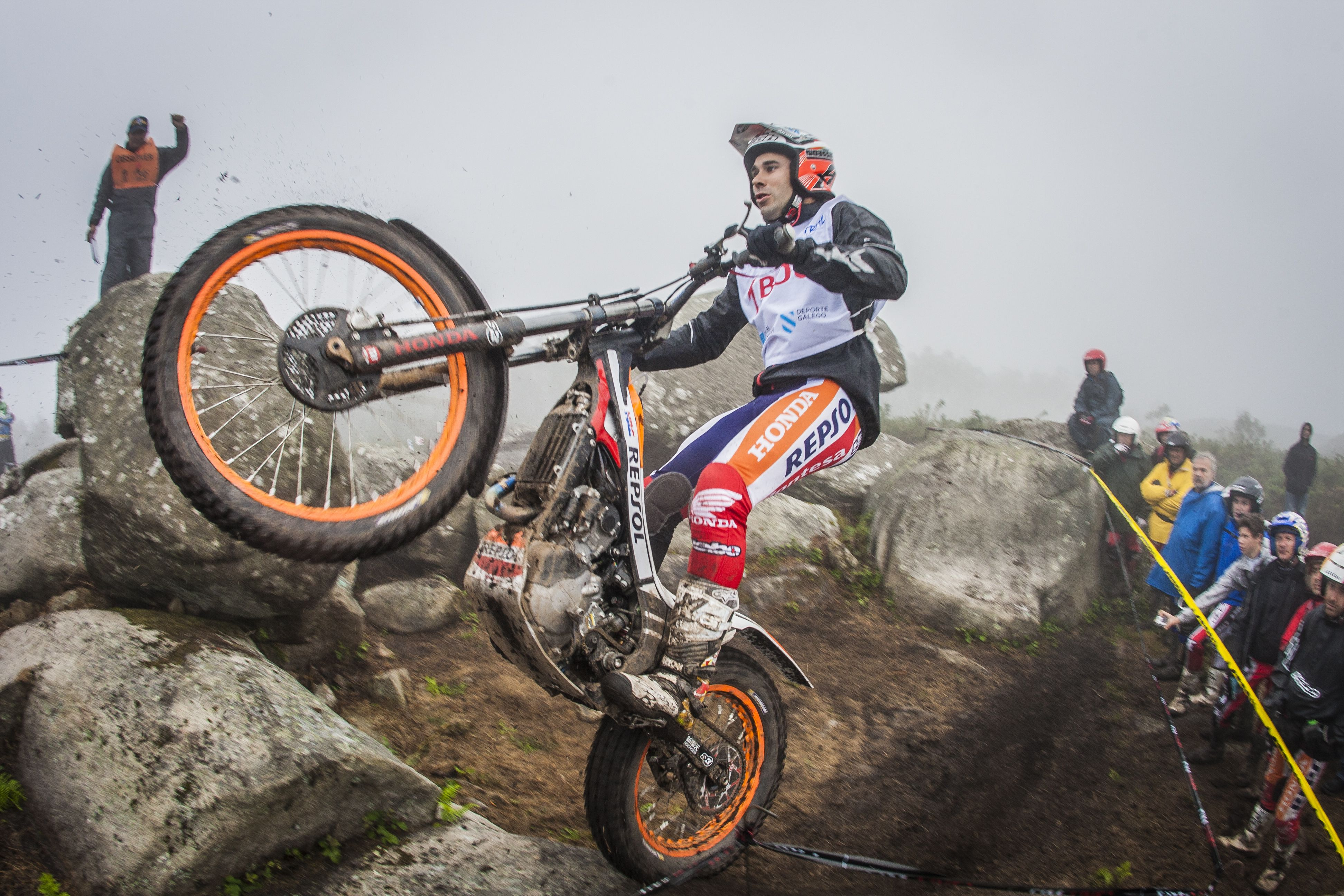
Toni Bou, campió
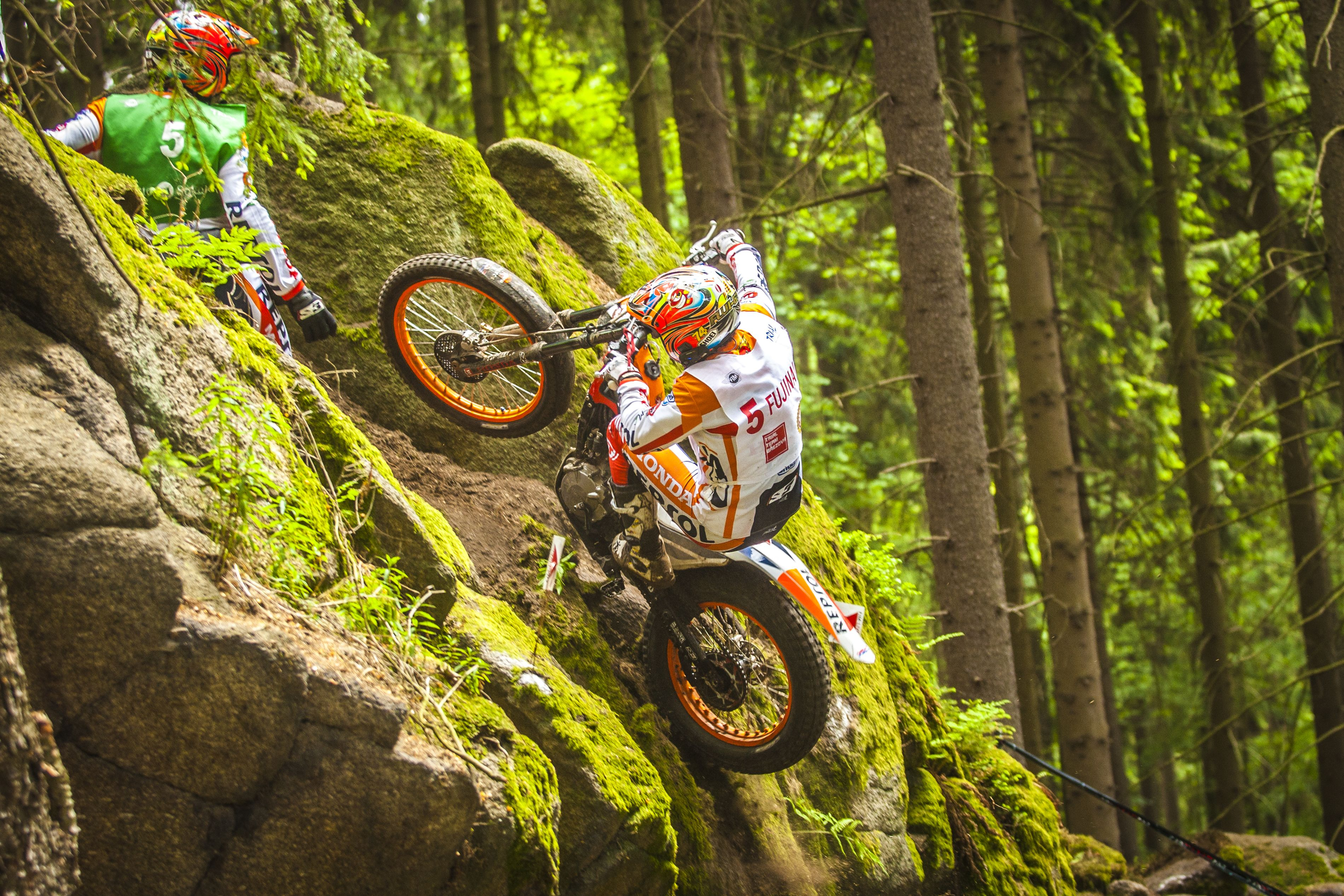
Takahisa Fujinami, cinquè
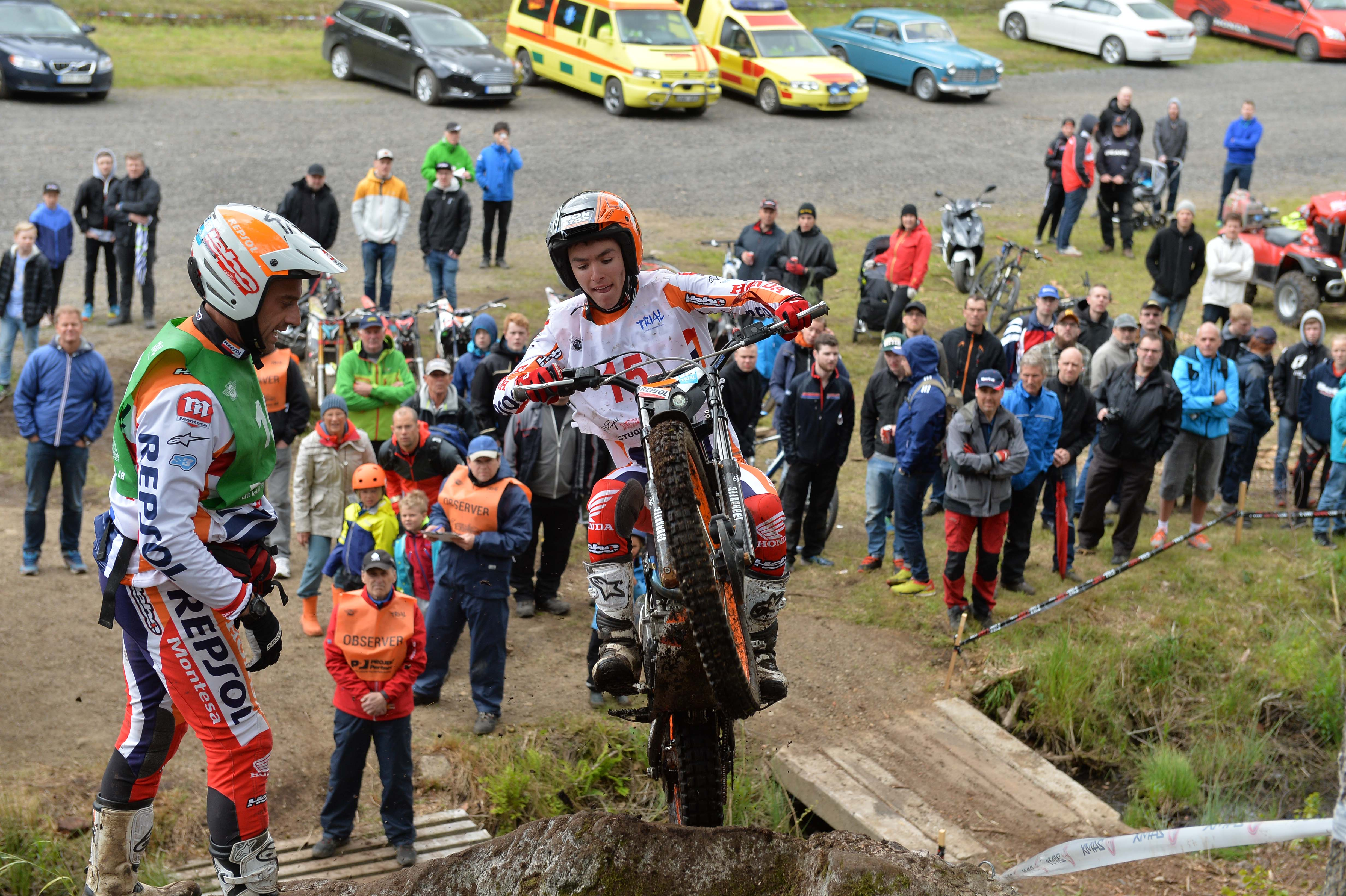
Jaime Busto, sisè